# Exallozoon
Exallozoon is een monotypisch mosdiertjesgeslacht uit de familie van de Chaperiidae en de orde Cheilostomatida. De wetenschappelijke naam ervan is in 1982 voor het eerst geldig gepubliceerd door Gordon.

## Soort
- Exallozoon simplicissimum (Kluge, 1914)